# Caritas Europa
Caritas Europa ist ein Zusammenschluss von europäischen katholischen Sozialdienstleistern und internationalen Hilfsorganisationen. Sie ist eine der sieben Regionen der Caritas Internationalis.
Der Name Caritas Europa bezieht sich sowohl auf das europäische Netzwerk mit seinen 49 nationalen Mitgliedsorganisationen als auch auf sein Sekretariat mit Sitz in Brüssel.

## Geschichte
Der 1897 gegründete Charitasverband für das katholische Deutschland war weltweit die erste Caritas. In den folgenden Jahrzehnten entstanden zahlreiche weitere Caritasverbände in anderen Ländern. Caritas Internationalis, der Weltverband aller nationalen Caritasorganisationen, wurde 1950 in Rom gegründet. Seine europäischen Mitglieder arbeiteten als informelle „Europaregion“ der Caritas Internationalis zusammen und trafen sich ab 1966 alle zwei Jahre. Die Zusammenarbeit nahm in den 1970er und 1980er Jahren zu, insbesondere nach der Gründung der Europäischen Wirtschaftsgemeinschaft (EWG). Die EWG-Verwaltung bestand darauf, mit einem einzigen Ansprechpartner und nicht mit einzelnen Nichtregierungsorganisationen (NRO) zusammenzuarbeiten. Aus diesem Grund gründeten das Caritas-Netzwerk in Europa zusammen mit anderen NROs 1980 die EuronAid, insbesondere für die Verteilung von Nahrungsmittelhilfe durch die EWG.
In den 1980er Jahren erkannten die europäischen Caritasorganisationen den zunehmenden Bedarf an einer gesamteuropäischen Caritasstruktur. Anstatt eine formale juristische Einheit zu gründen, entschieden sie sich dafür, dass die europäischen Mitgliedsorganisationen in Form von Konsortien mit unterschiedlichen Mitgliedschaften, die auf verschiedene Arbeitsbereiche zugeschnitten waren, zusammenarbeiteten. So konzentrierte sich beispielsweise ein Konsortium auf die Bereitstellung von Hilfe in Polen, während ein anderes Programme in Russland durchführte, usw. Dieses Kooperationsmodell wurde auf der Generalversammlung (der „Regionalkonferenz“) der europäischen Mitglieder von Caritas Internationalis im Mai 1985 in Luxemburg gebilligt. Dieses neue Kooperationsmodell erhielt den Namen Euro-Caritas und wurde von der Caritas Belgien in Brüssel betreut. Edward de Brandt wurde zum geschäftsführenden Direktor ernannt und war in dieser Funktion bis 1992 tätig. Euro-Caritas war vor allem eine Initiative der Caritas-Organisationen in der Europäischen Wirtschaftsgemeinschaft, der Vorgängerin der Europäischen Union.
Gleichzeitig wurde zwischen 1983 und 1991 der Name Caritas Europa als Arbeitstitel für die europäische Region von Caritas Internationalis verwendet. Diese Struktur setzte ihre Arbeit auch außerhalb der Europäischen Wirtschaftsgemeinschaft fort, z. B. im Europarat.
Nach dem Fall der Berliner Mauer und dem Ende des Ostblocks entstanden in den mittel- und osteuropäischen Ländern zahlreiche neue Caritasorganisationen. Auf der Regionalkonferenz der europäischen Region von Caritas Internationalis in Wien 1991 wurde Luc Trouillard von Caritas Frankreich zum Generalsekretär und Bischof William Kenney aus Schweden zum Präsidenten gewählt.
Im Juli 1993 wurde Caritas Europa formell als gemeinnütziger Verein nach belgischem Recht gegründet, dessen Sekretariat seinen Sitz in Brüssel hat. Bis dahin hatte das Sekretariat seinen Sitz in Luzern in den Räumlichkeiten der Caritas Schweiz. Dieser neue rechtliche Rahmen führte die früheren Euro-Caritas-Strukturen und die europäische Region der Caritas Internationalis zu einer einheitlichen Einheit zusammen. Im Jahr 2015 zog das Sekretariat der Caritas Europa in das gleiche Gebäude wie Caritas International Belgien in Saint-Josse-ten-Noode in Brüssel.

## Arbeit

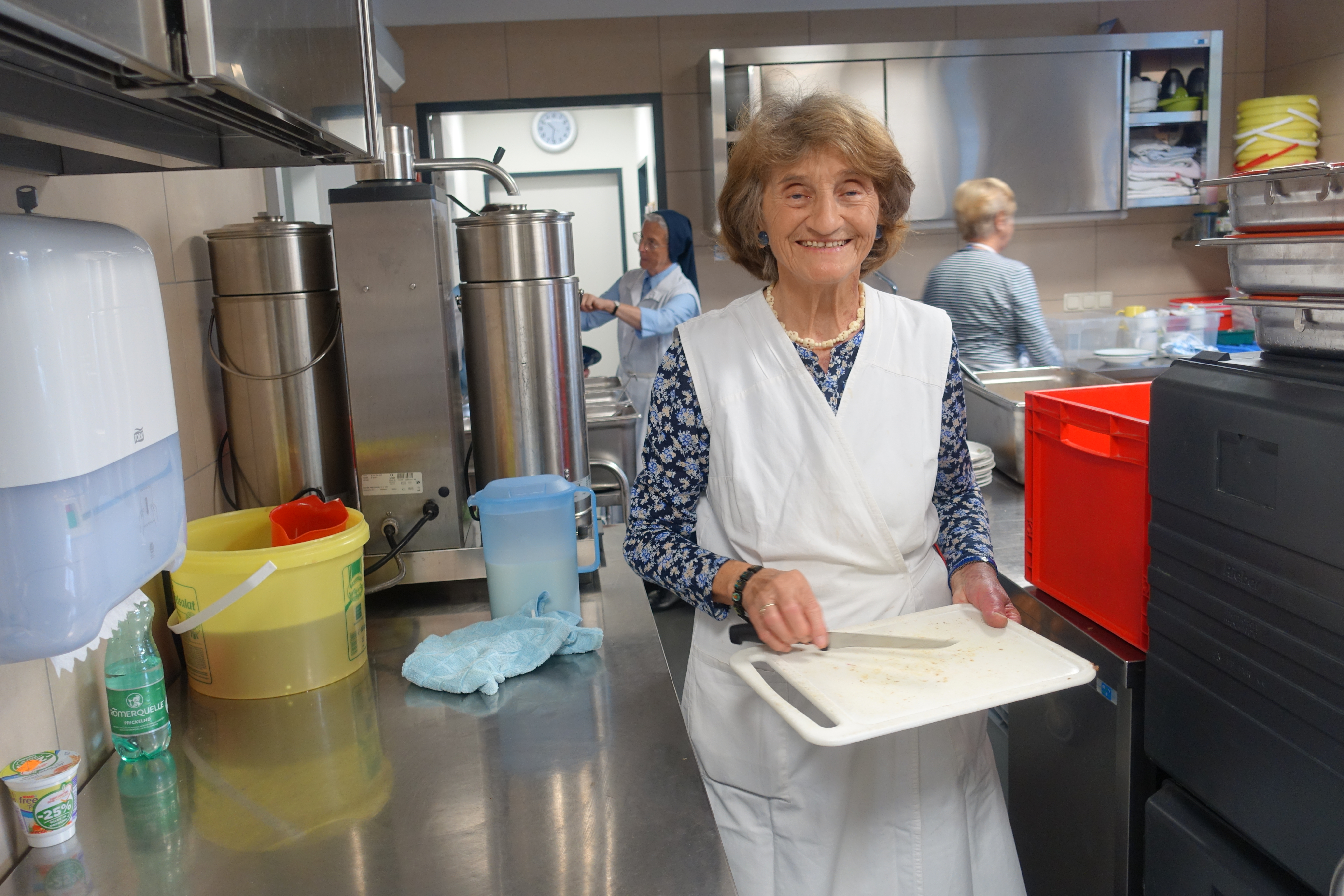
Eine Freiwillige der Caritas Graz hilft bei der Zubereitung und Verteilung von Lebensmitteln.

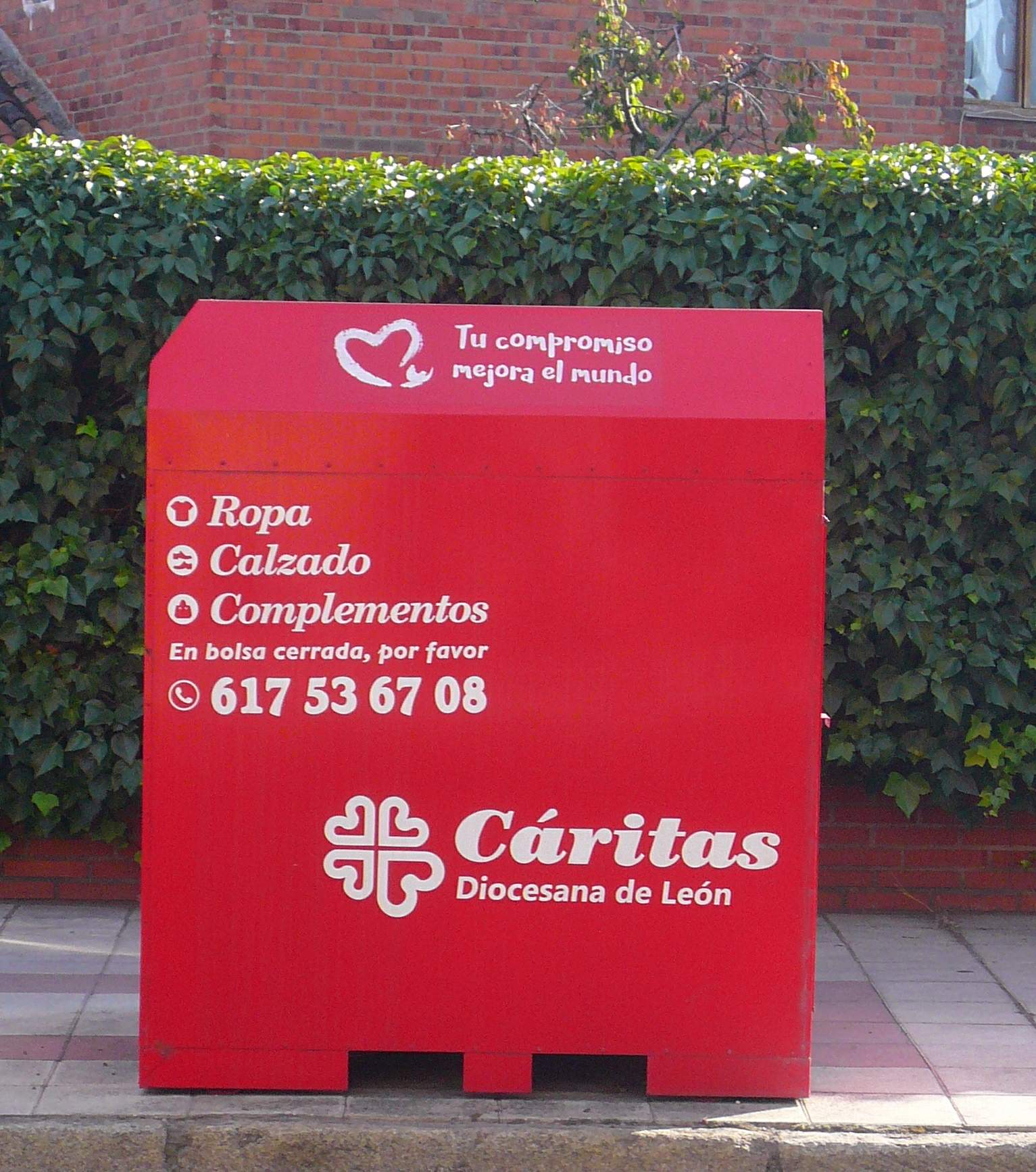
Textile-Sammelbox von Caritas Spanien in San Andrés del Rabanedo.

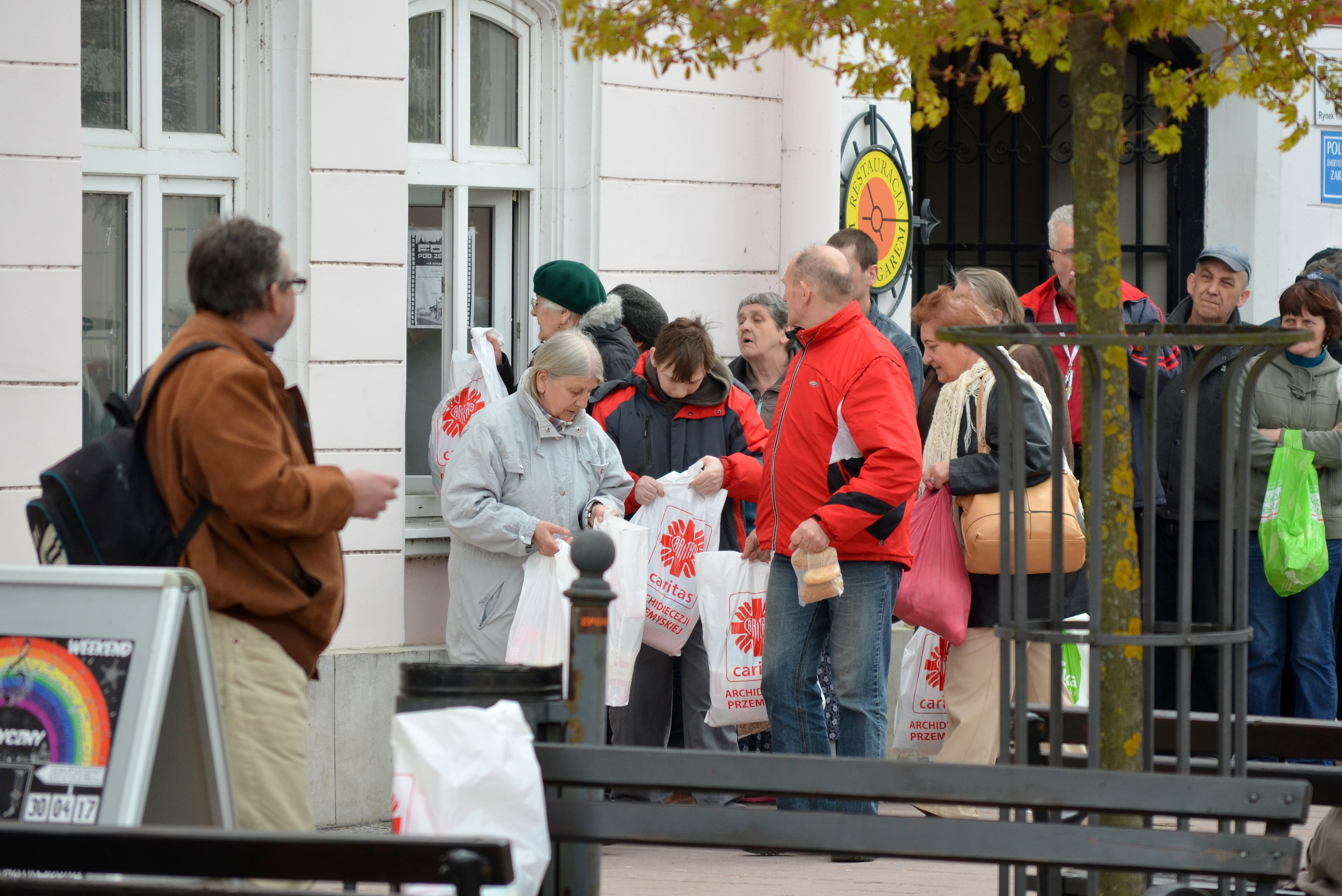
Caritas Polen verteilt Tüten mit Lebensmitteln in Sanok.

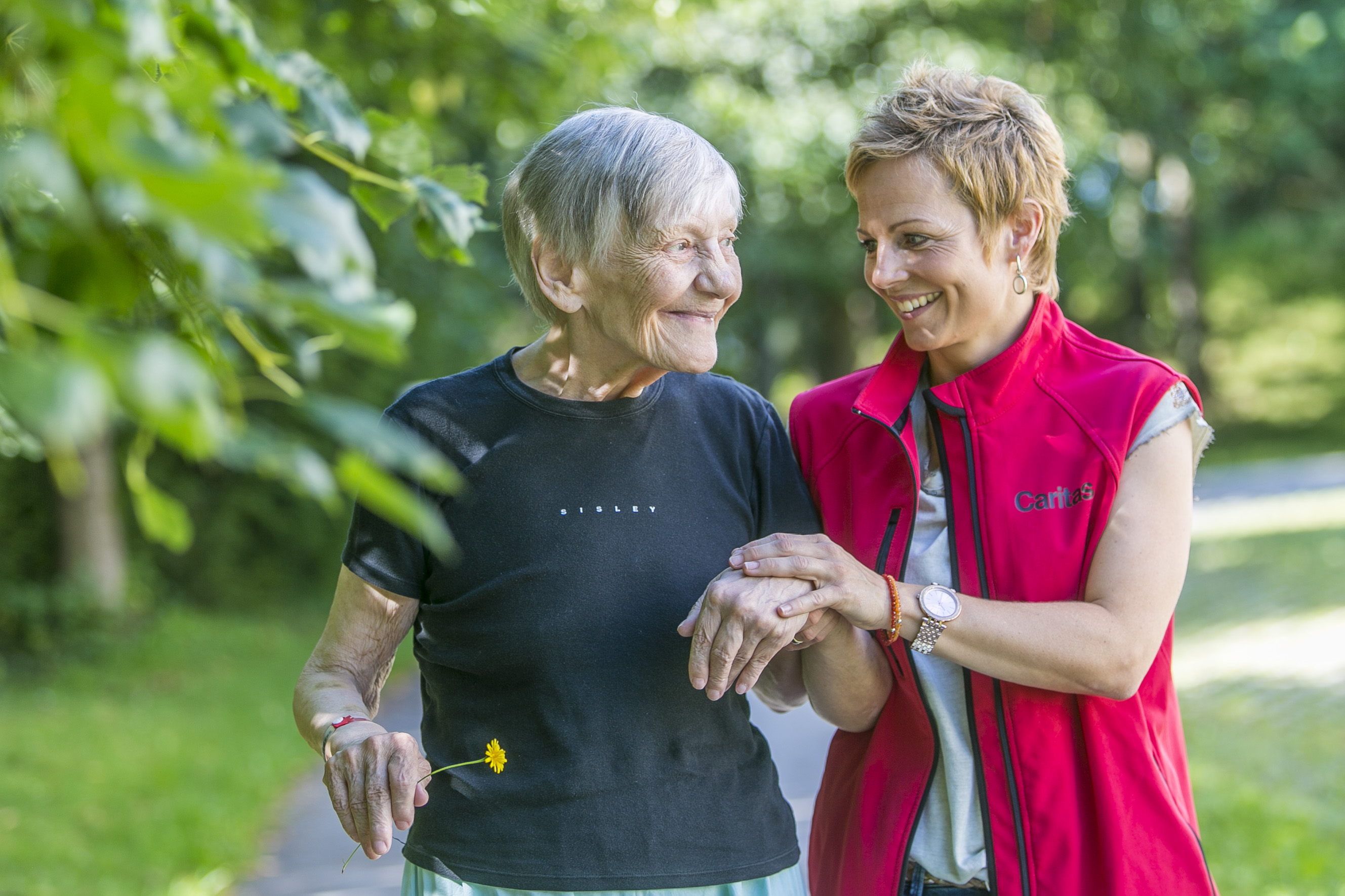
Eine österreichische Caritas-Mitarbeiterin besucht eine Patientin in der geriatrischen Abteilung eines Krankenhauses in Salzburg.

Caritas Europa besteht aus 49 nationalen Mitgliedsorganisationen, die in 46 europäischen Ländern tätig sind. Die Mitgliedsorganisationen bekämpfen Armut und soziale Ausgrenzung, bieten Sozial- und Wohlfahrtsdienste an, befassen sich mit Migrations- und Asylfragen, bekämpfen den Menschenhandel, leisten humanitäre Hilfe in Europa und auf der ganzen Welt, regionale Entwicklungs- und Friedensprogramme sowie Projekte in aller Welt. Caritas Europa fördert die Zusammenarbeit und das gegenseitige Lernen zwischen ihren Mitgliedsorganisationen und erleichtert den Aufbau von Kapazitäten, die gemeinsame Interessenvertretung sowie gemeinsame Projekte und Programme.
Das Sekretariat mit Sitz in Brüssel beschäftigt Mitarbeiter, die sich für die Europäische Union, den Europarat und ihre jeweiligen Mitgliedsstaaten einsetzen. Sie konzentrieren sich auf politische Fragen zu Armut, sozialer Ungleichheit, Migration, Asyl, humanitärer Nothilfe und internationaler Entwicklung weltweit.
Caritas Europa ist mit einer Reihe anderer Plattformen verbunden, darunter das europäische NRO-Netzwerk für Entwicklung CONCORD, das europäische NRO-Netzwerk für humanitäre Hilfe VOICE, das Netzwerk der Sozialdienstleister Social Services Europe, die Platform of European Social NGOs, der Europäische Rat für Flüchtlinge und im Exil lebende Personen und andere. Caritas Europa erklärt, dass sie eine „privilegierte Partnerschaft“ mit dem Rat der europäischen Bischofskonferenzen (CCEE), der Kommission der Bischofskonferenzen der Europäischen Gemeinschaft (COMECE) und CIDSE, einer Dachorganisation für katholische Entwicklungsorganisationen aus Europa und Nordamerika, unterhält.

## Mitgliedschaft
Im Laufe der Jahre ist die Zahl der Mitgliedsorganisationen kontinuierlich gestiegen. Im Jahr 2024 besteht Caritas Europa aus 49 nationalen Mitgliedsorganisationen, die in 46 europäischen Ländern tätig sind und damit alle Mitgliedstaaten der Europäischen Union und des Europarats sowie Belarus, den Kosovo und Russland abdecken.
In einigen Ländern gibt es mehrere Caritas-Mitgliedsorganisationen. In der Ukraine gibt es beispielsweise Caritas Ukraine (Initiative der griechisch-katholischen Bischöfe) und Caritas-Spes (Initiative der römisch-katholischen Bischöfe). Im Vereinigten Königreich gibt es drei Caritas-Organisationen: CAFOD für internationale Programme und CSAN für nationale Sozialprogramme in England und Wales, während SCIAF als nationale Caritasorganisation in Schottland fungiert. Nordirland wird von Trócaire, dem irischen Mitglied, abgedeckt. Da Caritas Europa sich an die Struktur der katholischen Kirche hält, ist Caritas Zypern nicht mit Caritas Europa verbunden, obwohl Zypern ein EU-Mitgliedstaat ist. Stattdessen ist Caritas Zypern Teil einer anderen Region innerhalb von Caritas Internationalis, die als Caritas Mittlerer Osten und Nordafrika (Caritas MONA) bekannt ist.
Die nationalen Caritas-Organisationen sind die Mitglieder von Caritas Europa. In den meisten Ländern dient jede nationale Organisation als Dach für verschiedene diözesane Caritasorganisationen. So bringt die Caritas Österreich neun Diözesancaritas zusammen, darunter Caritas St. Pölten, die Caritas der Erzdiözese Wien und Caritas Burgenland. Caritasgruppen auf der Ebene der Diözese oder der Pfarrei sind lokal tätig, sind aber keine direkten Mitglieder von Caritas Europa.
Die Aktivitäten der Mitglieder sind sehr unterschiedlich. Einige Organisationen konzentrieren sich ausschließlich auf die inländische Sozialfürsorge (z. B. Caritas Moldau oder Caritas Montenegro), während andere sich auf internationale Entwicklung und humanitäre Hilfe spezialisieren (z. B. die niederländische Cordaid, oder die englische CAFOD). Einige Organisationen sind sowohl im Inland als auch international tätig (z. B. Caritas Spanien, Caritas Luxemburg, oder Caritas Polen).
Einige Mitgliedsorganisationen, die international tätig sind, agieren als „Partnerschaftsorganisationen“, die lokale Partner im Ausland unterstützen, ohne direkt tätig zu werden. Beispiele hierfür sind Caritas Portugal und Caritas Dänemark. Andere, wie Caritas Tschechien und Caritas Schweiz, richten Büros in Drittländern ein, um humanitäre und Entwicklungsprojekte direkt zu verwalten.
Da Caritas Europa eine der sieben Regionen von Caritas Internationalis ist, sind alle Mitglieder von Caritas Europa auch Mitglieder von Caritas Internationalis.

### Liste der Mitgliedsorganisationen
| Land                                      | Mitgliedsorganisation (deutscher Name) | Mitgliedsorganisation (lokaler Name)             | Gegründet |
| ----------------------------------------- | -------------------------------------- | ------------------------------------------------ | --------- |
| Albanien                                  | Caritas Albanien                       | Caritas Shqiptar                                 | 1993      |
| Andorra                                   | Caritas Andorra                        | Caritas Andorrana                                | 1993      |
| Armenien                                  | Armenische Caritas                     | Հայկական Կարիտաս                                 | 1995      |
| Aserbaidschan                             | Caritas Aserbaidschan                  | Caritas Azərbaycanda                             | ?         |
| Belarus                                   | Belarussische Caritas                  | Дабрачыннае каталіцкае таварыства Карытас        | 1990      |
| Belgien                                   | Caritas in Belgien                     | Caritas en Belgique, Caritas in België           | 1949      |
| Bosnien und Herzegowina                   | Caritas Bosnien und Herzegowina        | Caritas Bosne i Hercegovine                      | 1995      |
| Bulgarien                                 | Caritas Bulgarien                      | Каритас България                                 | 1993      |
| Dänemark                                  | Caritas Dänemark                       | Caritas Danmark                                  | 1947      |
| Deutschland                               | Deutscher Caritasverband               | —                                                | 1897      |
| Estland                                   | Caritas Estland                        | Caritas Eesti                                    | 1997      |
| Finnland                                  | Caritas Finnland                       | Suomen Caritas                                   | 1960      |
| Frankreich                                | Caritas Frankreich                     | Secours catholique                               | 1946      |
| Georgien                                  | Caritas Georgien                       | საქართველოს კარიტასი                             | 1994      |
| Griechenland                              | Caritas Hellas                         | Κάριτας Ελλάς                                    | 1976      |
| Irland                                    | Trócaire                               | —                                                | 1973      |
| Island                                    | Caritas Island                         | —                                                | 1989      |
| Italien                                   | Caritas Italien                        | Caritas Italiana                                 | 1971      |
| Kosovo                                    | Caritas Kosovo                         | Caritas Kosova                                   | 1992      |
| Kroatien                                  | Caritas Kroatien                       | Hrvatski Caritas                                 | 1992      |
| Lettland                                  | Caritas Lettland                       | Caritas Latvija                                  | 2004      |
| Litauen                                   | Caritas Litauen                        | Lietuvos Caritas                                 | 1926      |
| Luxemburg                                 | Caritas Luxemburg                      | Caritas Luxembourg                               | 1932      |
| Nordmazedonien                            | Caritas Mazedonien                     | Makedonski Karitas                               | 1993      |
| Malta                                     | Caritas Malta                          | —                                                | 1965      |
| Moldau                                    | Caritas Moldau                         | Caritas Moldova                                  | 1995      |
| Monaco                                    | Caritas Monaco                         | —                                                | 1990      |
| Montenegro                                | Caritas Montenegro                     | Caritas Crne Gore                                | 1979      |
| Niederlande                               | Cordaid                                | —                                                | 2000      |
| Norwegen                                  | Caritas Norwegen                       | Caritas Norge                                    | 1952      |
| Österreich                                | Caritas Österreich                     | —                                                | 1903      |
| Polen                                     | Caritas Polen                          | Caritas Polska                                   | 1990      |
| Portugal                                  | Caritas Portugal                       | Cáritas Portuguesa                               | 1956      |
| Rumänien                                  | Caritas Rumänien                       | Confederația Caritas România                     | 1994      |
| Russland                                  | Caritas Russland                       | Каритас Россия                                   | 1991      |
| Schweden                                  | Caritas Schweden                       | Caritas Sverige                                  | 1946      |
| Schweiz                                   | Caritas Schweiz                        | Caritas Suisse, Caritas Svizerra, Caritas Svizra | 1901      |
| Serbien                                   | Caritas Serbien                        | Caritas Srbije                                   | 1995      |
| Slowakei                                  | Caritas Slowakei                       | Slovenská katolíckar charita                     | 1927      |
| Slowenien                                 | Caritas Slowenien                      | Slovenska karitas                                | 1995      |
| Spanien                                   | Caritas Spanien                        | Cáritas Española                                 | 1947      |
| Tschechien                                | Caritas Tschechische Republik          | Charita Česká republika                          | 1928      |
| Türkei                                    | Caritas Türkei                         | Caritas Türkiye                                  | 1951      |
| Ukraine                                   | Caritas Ukraine                        | Карітас України                                  | 1992      |
| Ukraine                                   | Caritas-Spes Ukraine                   | Карітас-Спес                                     | 1991      |
| Ungarn                                    | Caritas Ungarn                         | Katolikus Karitász / Caritas Hungarica           | 1931      |
| Vereinigtes Königreich: England und Wales | CAFOD                                  | —                                                | 1960      |
| Vereinigtes Königreich: England und Wales | Caritas Social Action Network (CSAN)   | —                                                | 2003      |
| Vereinigtes Königreich: Schottland        | SCIAF                                  | —                                                | 1965      |

## Führung

### Präsidenten
Das Amt des Präsidenten von Caritas Europa wurde 1992 eingeführt, kurz bevor das Netzwerk rechtlich gegründet wurde. Vor 1992 lautete der offizielle Titel Vizepräsident von Caritas Internationalis – Regio Europa.
- 1961–1965: Jacques de Bourbon-Busset
- 1965–1969: Abramo Freschi
- 1969–1972: Leopold Ungar
- 1972–1975: Juan Antonio Masip Pinilla
- 1975–1983: Louis Gaben
- 1983–1991: Fridolin Kissling
- 1991–1999: Bischof William Kenney
- 1999–2005: Denis Viénot
- 2005–2007: Cristina Loghin
- 2007–2015: Pater Erny Gillen
- 2015–2020: Bischof Lucas Van Looy
- 2020–heute: Michael Landau

### Generalsekretäre
- 1983–1991: Walter E. Laetsch
- 1985–1992: Edward de Brandt (Geschäftsführer der Euro-Caritas)
- 1991–1995: Luc Trouillard
- 1996–2002: Hermann Icking
- 2002–2010: Marius Wanders
- 2010–2019: Jorge Nuño Mayer
- 2019–heute: Maria Nyman

## Foto- und Videoauswahls

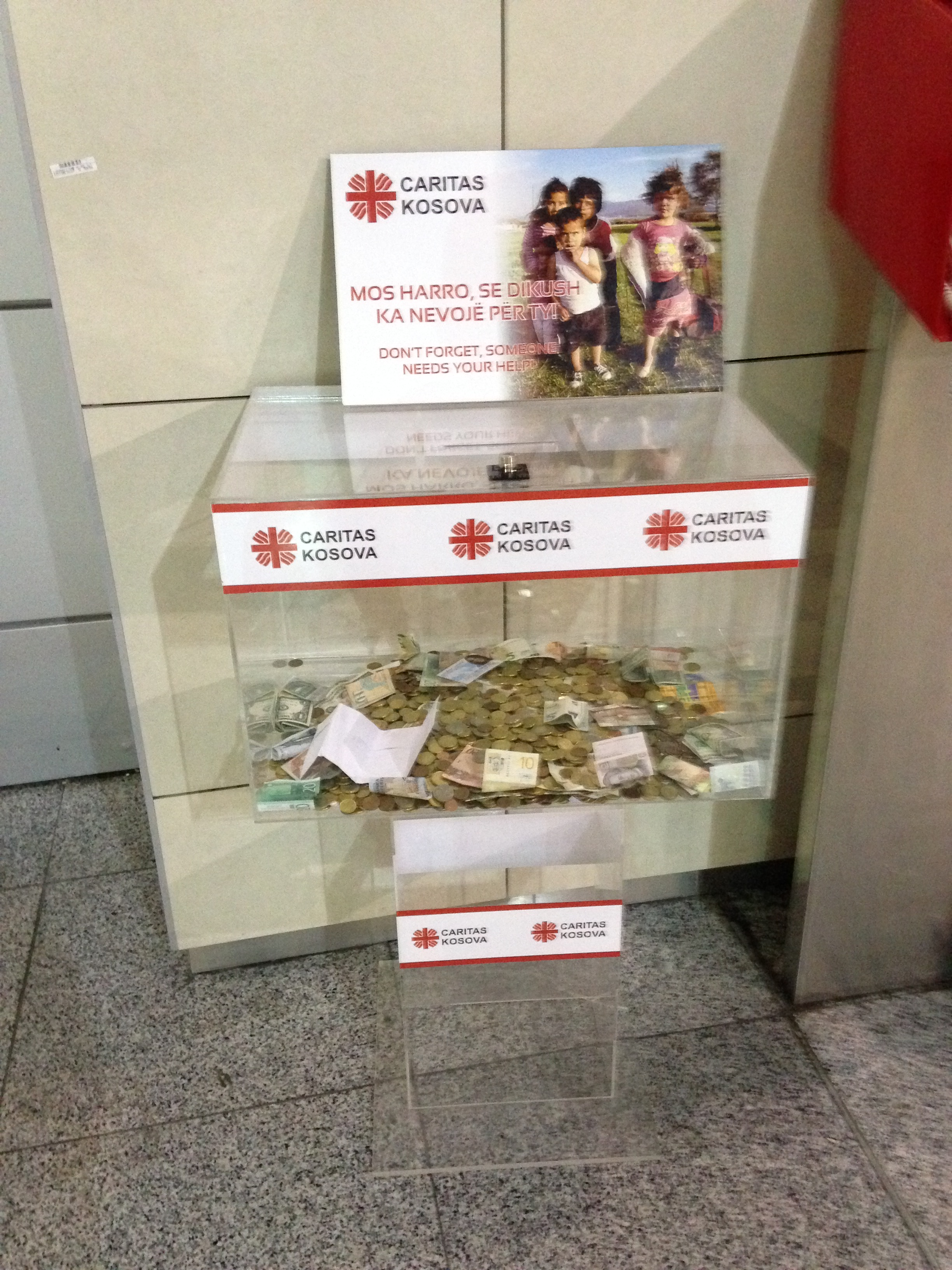
Spendenbox der Caritas Kosovo im Flughafen Pristina.
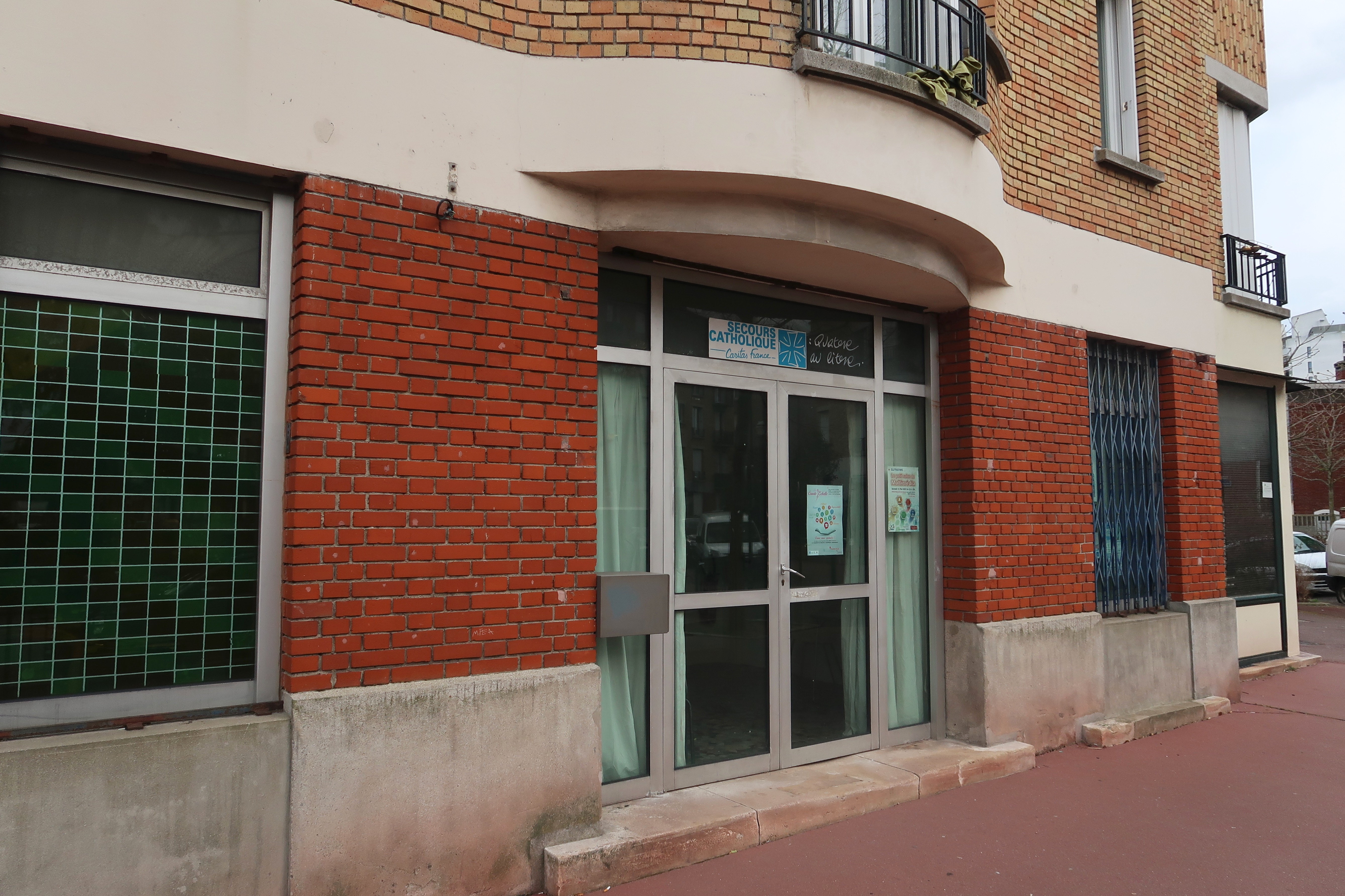
Präsenz von Secours catholique (Caritas Frankreich) in Suresnes.
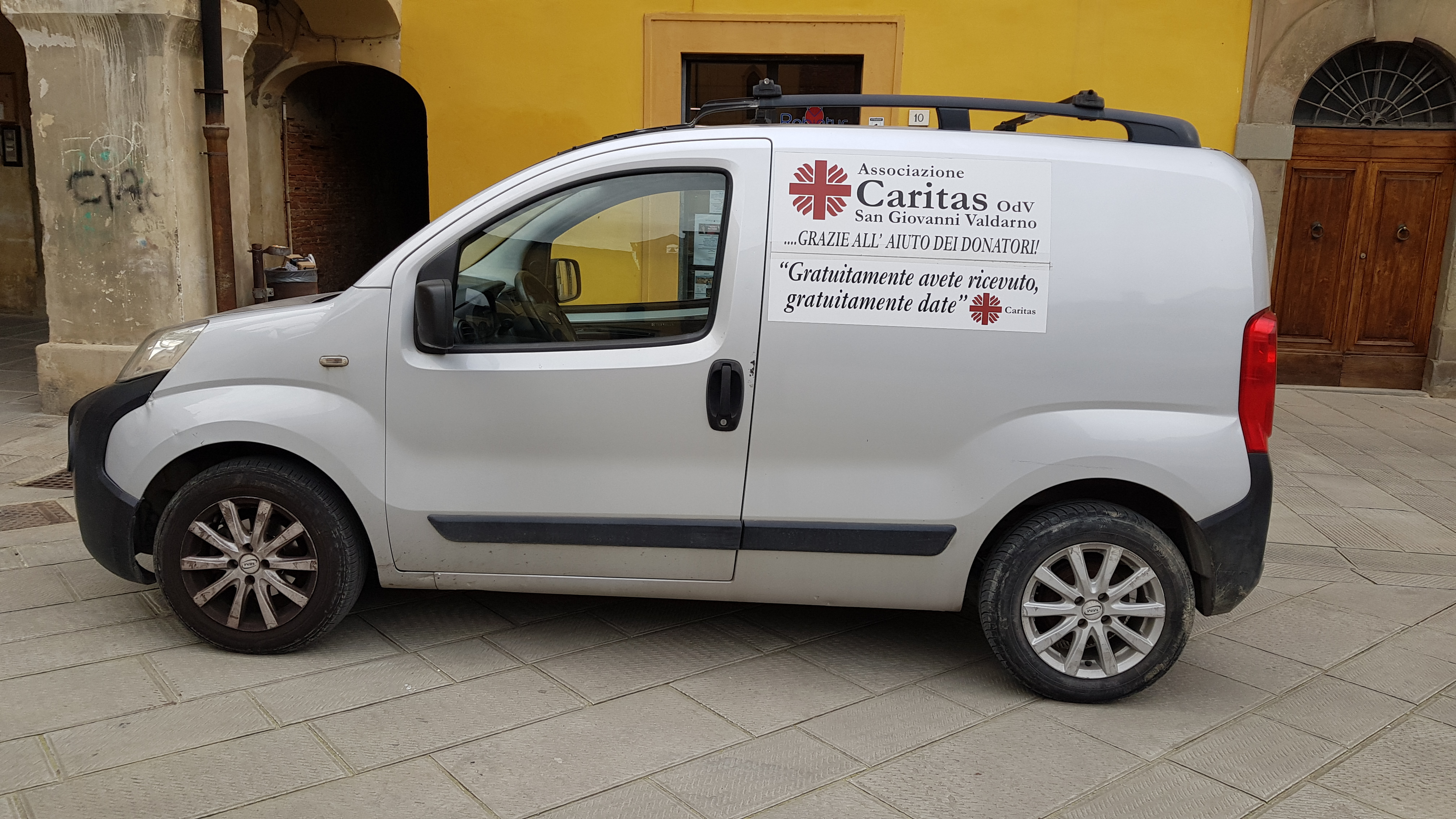
Van der italienischen Pfarrei Caritas San Giovanni Valdarno.
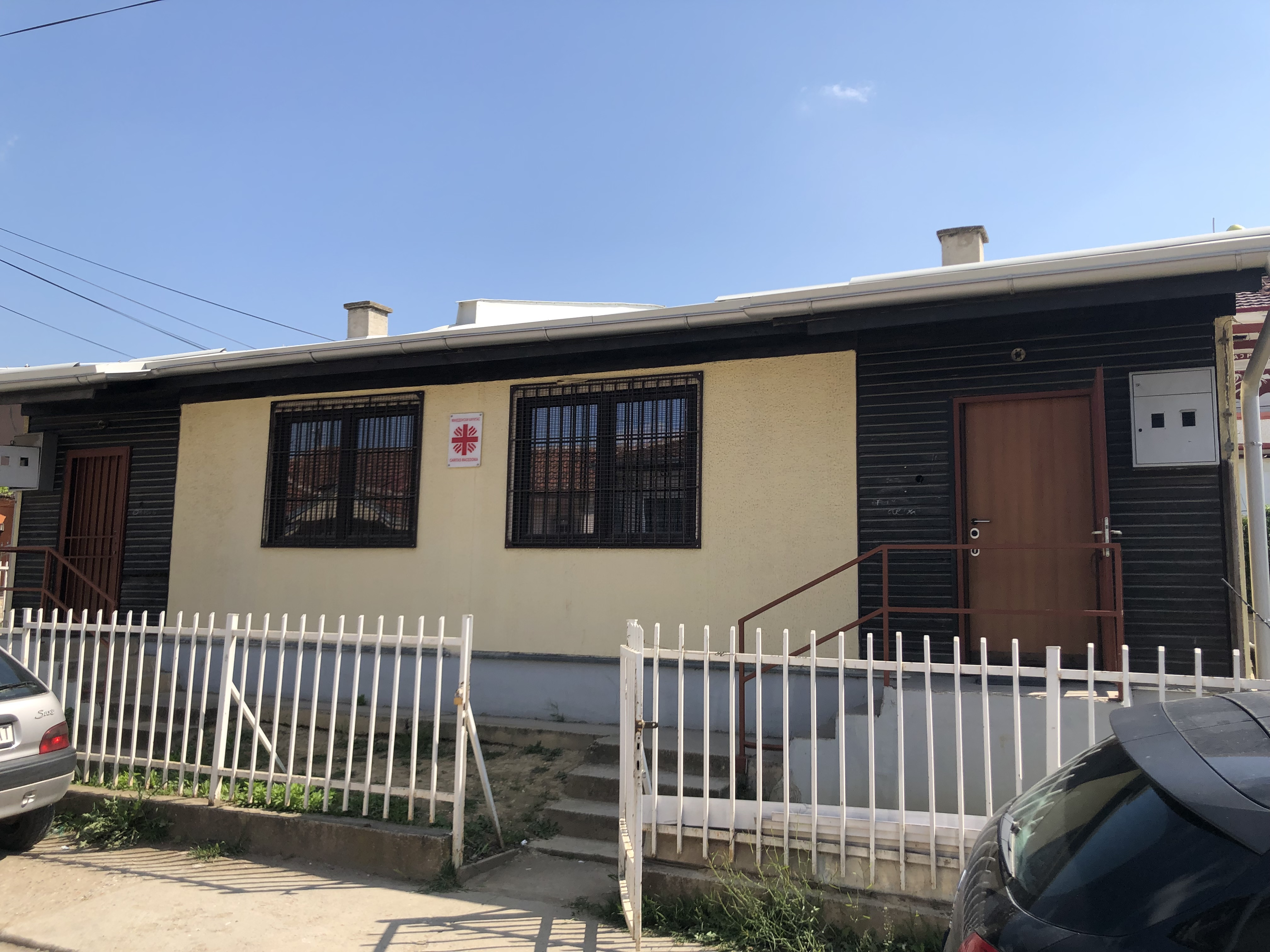
Zentrum in der Šuto Orizari, in dem die mazedonische Caritas schulische Unterstützung für Roma-Kinder anbietet.
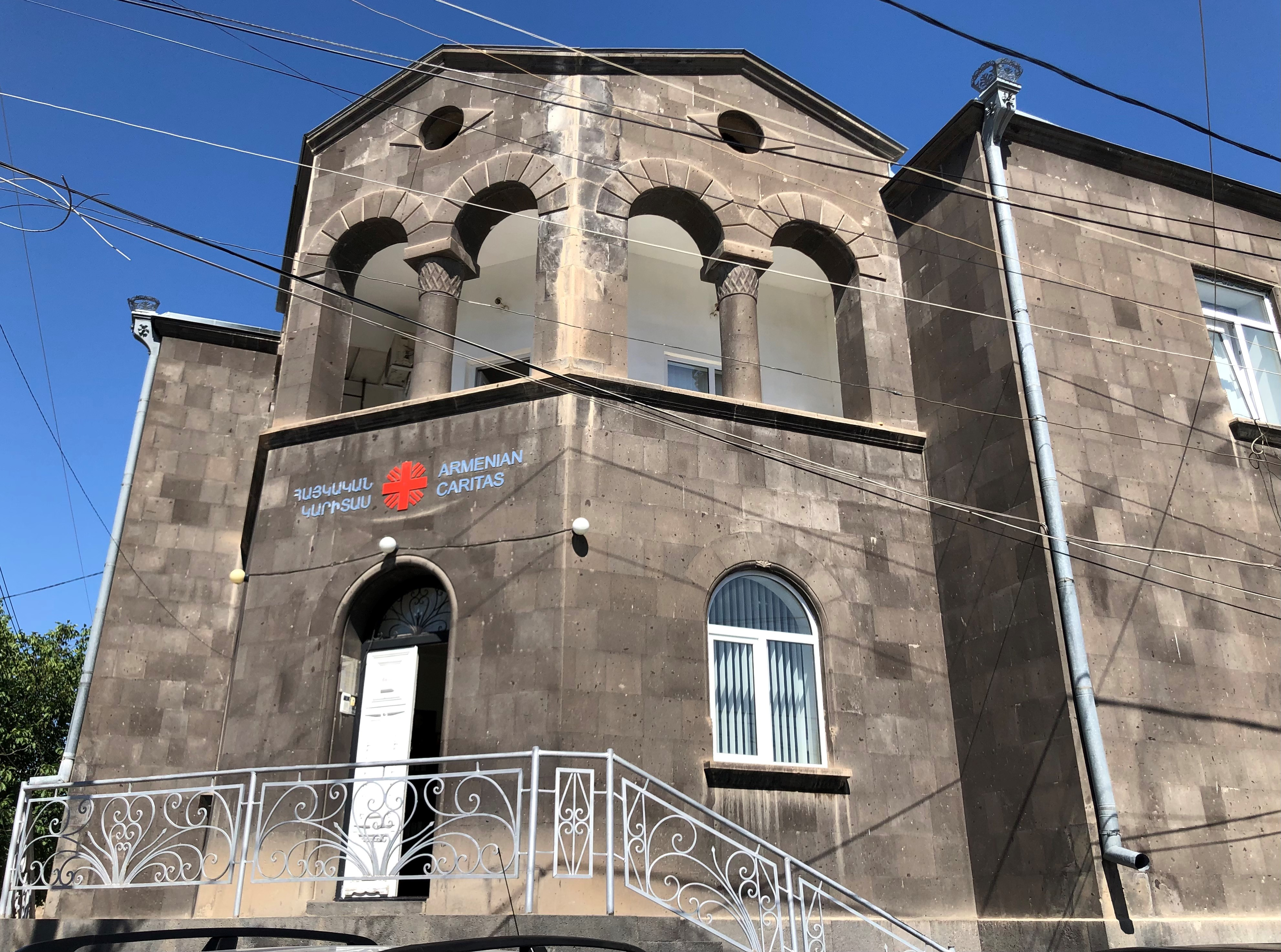
Zentrale der armenischen Caritas in Gyumri.
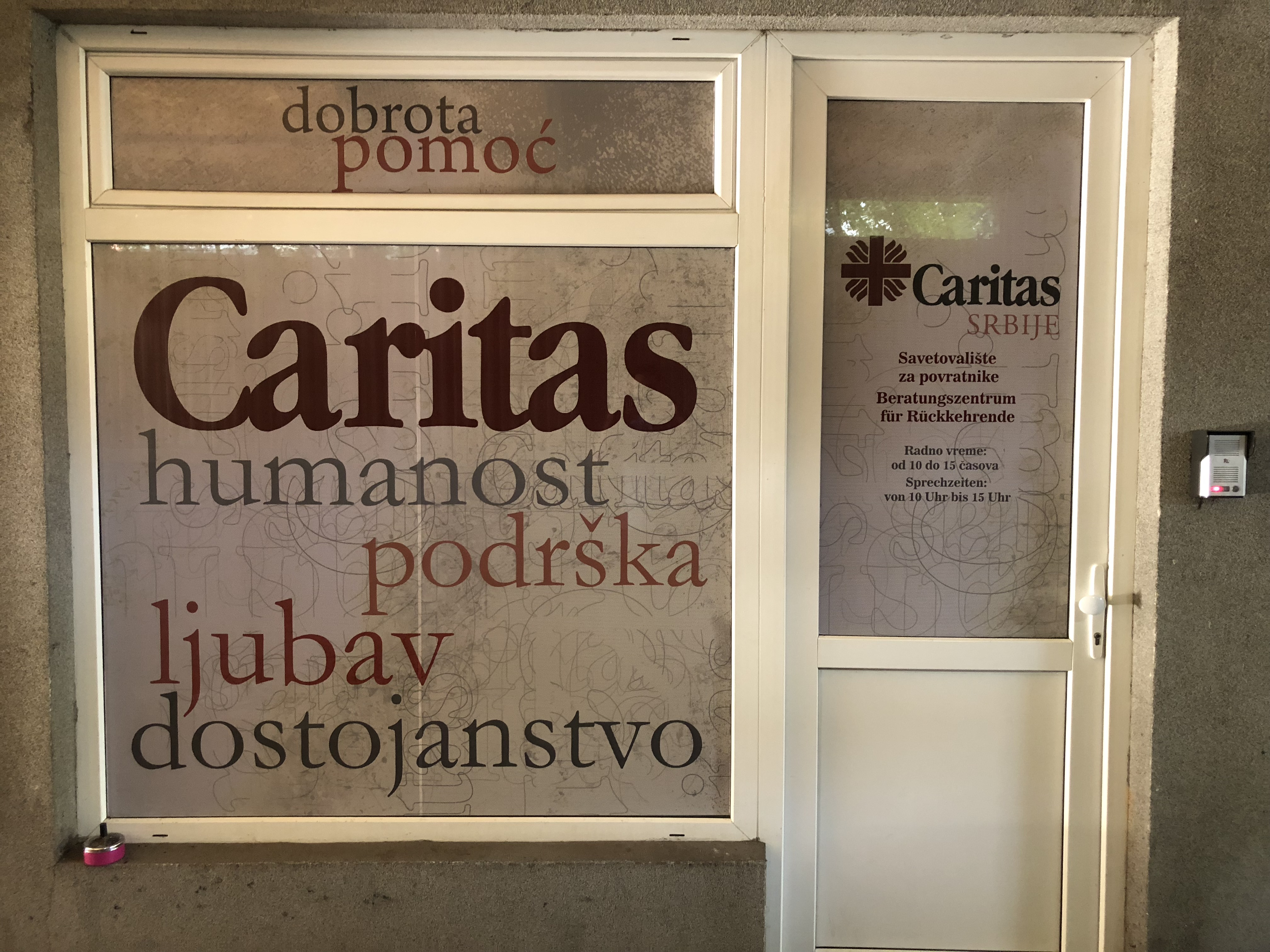
Beratungszentrum für Rückkehrer der Caritas Serbien in Belgrad
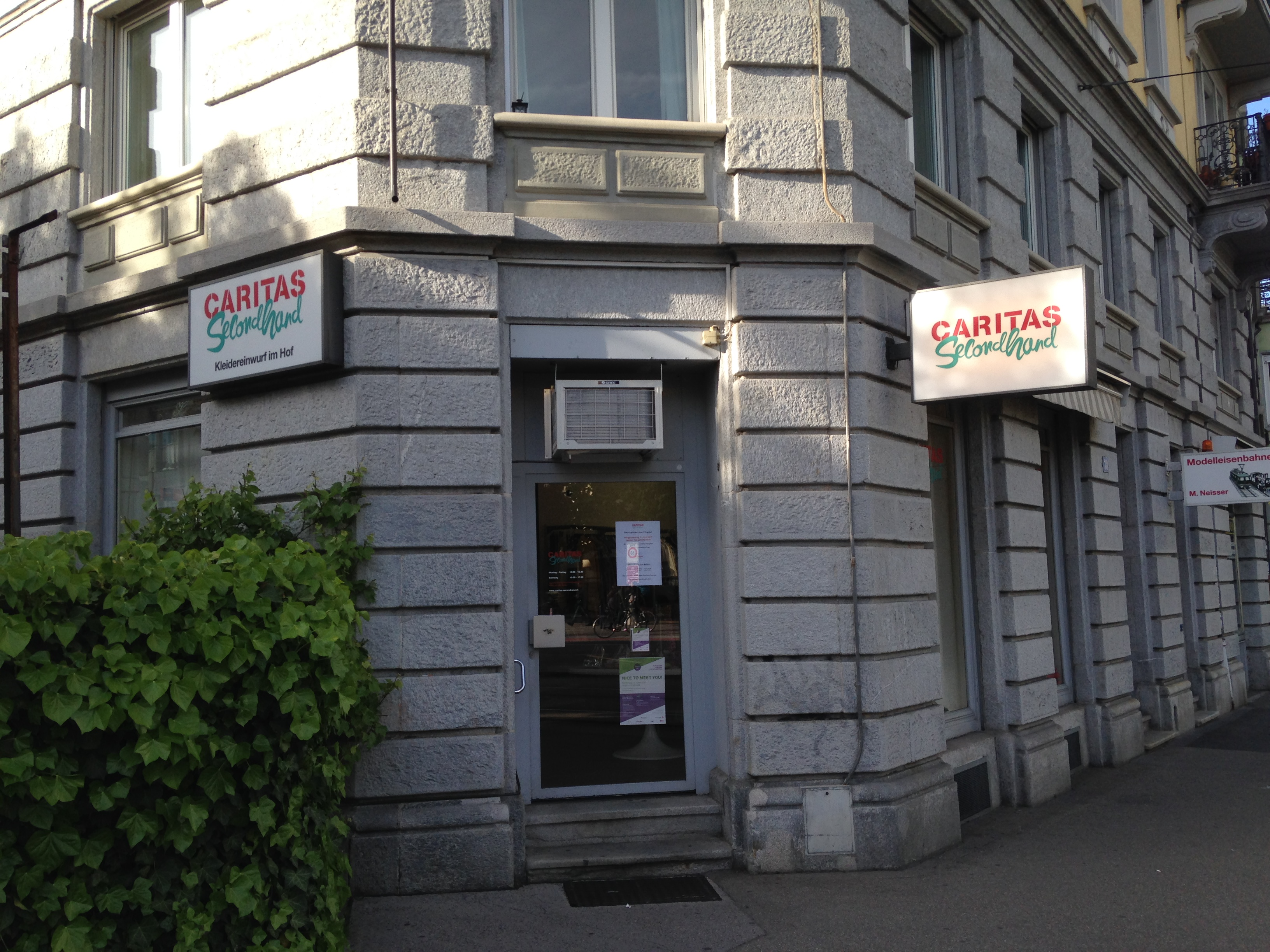
Secondhand-Laden der Caritas Zürich.
- Video zur Vorstellung eines sozialen Hilfsprojekts der Caritas Coimbra, einer der Diözesanstrukturen der Caritas Portugal.
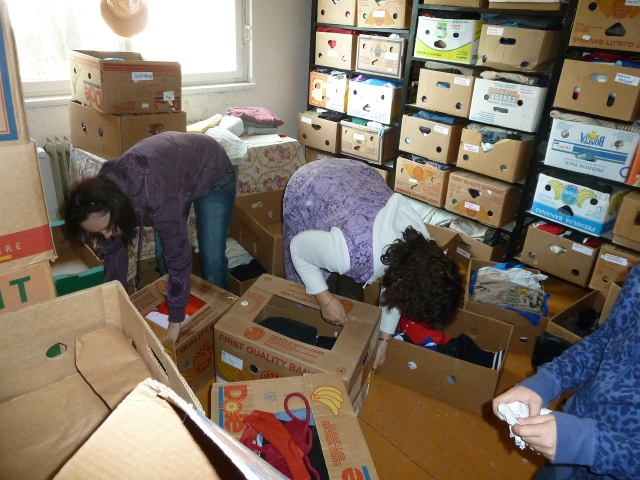
Freiwillige Mitarbeiter einer tschechischen Diözesan-Caritas reinigen den Second-Hand-Kleiderschrank.
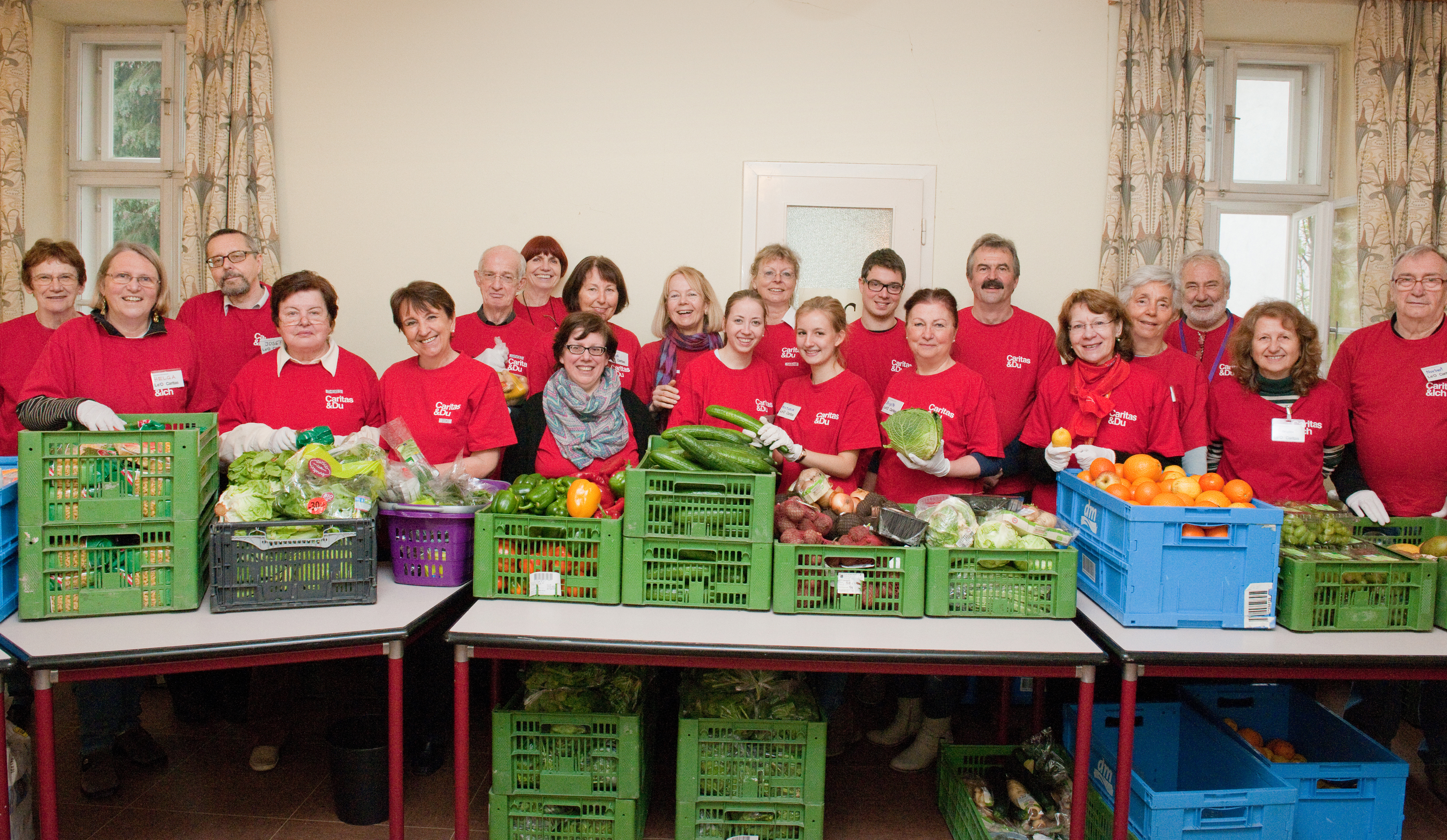
Freiwillige Mitarbeiter der Caritas Wien mit frischen Lebensmitteln.
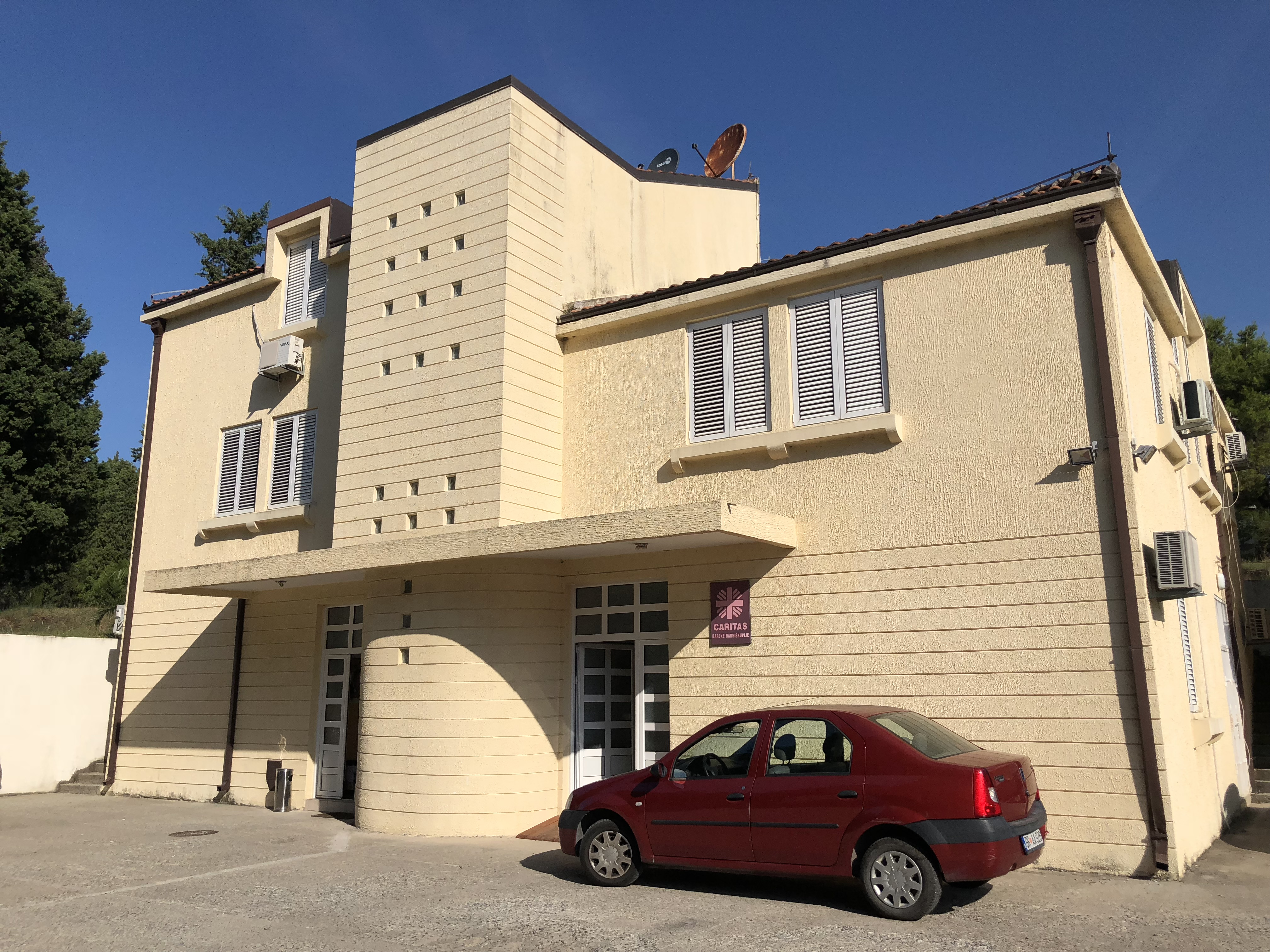
Gästehaus der Caritas Bar in Montenegro.